# Флуид
Флуидите са непрекъснати, деформируеми обекти. Флуидите могат да се разглеждат като агрегатно състояние на веществата, което обхваща плазмата, течностите, и в някаква степен, деформируемите твърди тела, при положение че се разглеждат достатъчно големи количества вещество, за да може да се приложи приближението за непрекъсната среда (атомистичната природа на материята да бъде пренебрегната).
Течностите, за разлика от другите флуиди, притежават свободна повърхност (повърхност, която не е определена от съда, в който се намира флуида или термин в хидромеханиката, обозначаващ повърхност на течност, която не е ограничена от стените на съда или руслото. В термодинамиката свободната повърхност е фазовата граница между течността и намиращия се над нея газ или пара). Разликата между твърди тела и флуиди не е очевидна. За малки интервали от време, стъклото може да се разглежда като твърдо тяло, а за по-големи: като течност. Това е така, защото стъклото има висок вискозитет. Идеален флуид е този, чийто вискозитет е нулев (т.е. няма вътрешно триене, което се дефинира като триене между слоевете на флуида).
Свойството на флуидите да текат се определя от факта, че те не могат да останат в статично равновесие при прилагане на неравномерно напрежение.
Флуидите се делят на два вида:
- Нютонови флуиди: флуиди, в които напрежението е право пропорционално на коефициента на свиване
- Ненютонови флуиди: флуиди, в които напрежението е пропорционално на степените и производните коефициента на свиване

Поведението на флуидите се описва от частни диференциални уравнения, които изразяват запазването на масата, импулса, момента на импулса, (уравнения на Навие-Стокс) и енергията.